# 第二次世界大戰外交史
第二次世界大戰外交史包含同盟國跟軸心國兩大陣營之間主要的外交政策与外交行动。軍事史的部分已經包含在第二次世界大戰，而戰前的外交政策另见第二次世界大戰的起因和1919年－1939年間的國際外交關係。

## 聯合國
英國、美國、蘇聯與中國被稱作二次大戰時同盟國的「四警察」，並自稱為「聯合國」。聯合國內還有一些立場相同的國家，如加拿大以及自由法國、荷蘭等的流亡政府。

### 開羅會議
在埃及開羅舉行的開羅會議概述了第二次世界大戰期間盟軍對日本的立場，並決定了戰後亞洲局勢的安排。當時的美國總統富蘭克林·德拉諾·羅斯福、英國首相溫斯頓·邱吉爾以及中國國民政府主席蔣介石都參加了這場會議。唯獨蘇聯共產黨總書記約瑟夫·史達林沒有參加，因為他跟蔣介石的會面可能會導致蘇聯與日本之間的關係摩擦。

### 三巨頭會議
英國、蘇聯以及美國經常通過大使、高階將領、外交部長和特使如美國人哈里·霍普金斯。在眾多的高層會議之中，邱吉爾參加了14場、羅斯福12場，史達林則參加了5場。其中最值得注意三場會議是少數三巨頭領導人齊聚一堂的德黑蘭會議、雅爾達會議及波茨坦會議。

### 德黑蘭會議
該會議是第一個由同盟國「三巨頭」（美國、英國、蘇聯）領袖召開的第二次世界大戰會議，於1943年11月28日至12月1日於伊朗舉行。這場會議通過了在1944年5月在歐洲開闢第二戰場的決定，也討論了同盟國與土耳其和伊朗的關係、在南斯拉夫的軍事行動、對抗大日本帝國，以及戰後事宜等議題。

### 雅爾達會議
雅爾達會議在1945年2月4日至2月11日於克里米亞雅爾達里瓦幾亞宮內舉行。這場會議將焦點放在戰後歐洲地區的邊界規劃。由於蘇聯已經控制了波蘭，史達林也在尋求白俄羅斯西部和烏克蘭西部的控制權，波蘭的新邊界尤其重要。 最終，蘇聯將從波蘭東部獲得領土，而波蘭將擴張西面領土作為補償，史達林也承諾在他控制下的波蘭政府將會舉行自由選舉。另外，在羅斯福的強烈要求下，史達林承諾將在擊敗德國之後對日宣戰。此場會議也確認蘇聯將會加入聯合國並擁有否決權，烏克蘭以及白俄羅斯也會加入聯合國，其他12個蘇維埃共和國則不會加入。德國將被分割成四個佔領區，分別由美國、英國、法國及蘇聯佔領。另外在一個備受爭議的決議中，無視意願，所有公民都將會被遣返回國。

### 波茨坦會議

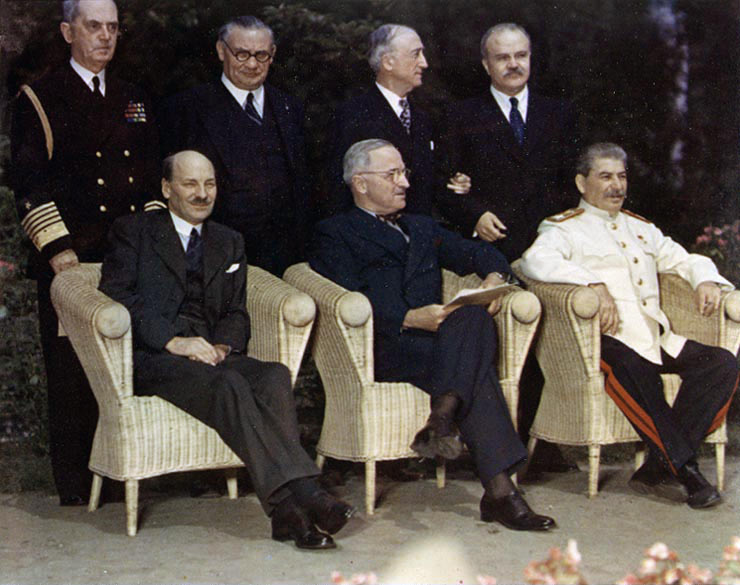
波茨坦會議上的克莱门特·艾德礼、哈里·杜鲁门、约瑟夫·斯大林，攝於1945年7月28日至8月5日間

波茨坦會議在1945年7月17日至8月2日於柏林近郊的波茨坦塞琪琳霍夫宮舉行。在這場會議中，蘇聯共產黨總書記史達林與新任美國總統杜魯門及英國首相邱吉爾和艾德禮（會議期間，後者領導的工黨在大選中戰勝保守黨，取得了首相職位）會面。該會議要求日本要無條件投降，並最終確認了德國戰後將被聯合國管理委員會佔領並管理的事宜。會議並根據早些時候在雅爾達會議達成的基本協議討論了其他被佔領國家在戰後的國際地位。

### 敦巴頓橡樹園會議
敦巴頓橡樹園會議，正式名稱為「華盛頓國際和平與安全組織會談」，是1944年8月21日至10月7日於華盛頓近郊的敦巴頓橡樹園舉行的會議。在該會議中，來自中國、美國、英國、蘇聯的代表團詳細的審議了關於創立一個維護和平與安全的國際組織之事宜，有關聯合國的制定也在該會議中被拿出來辯論。

### 舊金山會議
舊金山會議是1945年4月25日至6月26日在美國舊金山，由50個同盟國國家的代表團召開的一場國際會議。在會議上，與會代表檢視並重寫了敦巴頓橡樹園協議。各國代表在這場會議中制定了聯合國憲章，此憲章並在該年6月26日開放供簽署。四個發起國（中、美、英、蘇）代表團的團長在全體會議時輪流擔任主席一職。